# Auchencairn
Auchencairn är en ort i Storbritannien.   Den ligger i kommunen Dumfries and Galloway och riksdelen Skottland, i den centrala delen av landet, 400 km nordväst om huvudstaden London. Auchencairn ligger 39 meter över havet och antalet invånare är 200.
Terrängen runt Auchencairn är platt åt sydost, men åt nordväst är den kuperad. Havet är nära Auchencairn åt sydost.  Närmaste större samhälle är Dalbeattie, 10,6 km norr om Auchencairn. 